# Baeoptila
Baeoptila là một chi bướm đêm thuộc họ Crambidae.